# Berberis ceylanica
Berberis ceylanica är en berberisväxtart som beskrevs av Schneider. Berberis ceylanica ingår i släktet berberisar, och familjen berberisväxter. Inga underarter finns listade i Catalogue of Life.